# Prepiella rubripunctata
Prepiella rubripunctata là một loài bướm đêm thuộc phân họ Arctiinae, họ Erebidae.